# アッバース朝の小アジア侵攻 (782年)
782年のアッバース朝の小アジア侵攻（アッバースちょうのしょうアジアしんこう）は、アッバース朝がビザンツ帝国に対して行った最大規模の軍事侵攻の一つである。この侵攻はアッバース朝に対するビザンツ帝国による一連の軍事的成功に対抗し、アッバース朝の軍事力を誇示することを目的として行われた。
アッバース朝軍は後にアッバース朝のカリフとなるハールーン・アッ＝ラシードが指揮を執り、ダノレスとニカイア近郊でビザンツ軍を破るとコンスタンティノープルの対岸に位置するクリュソポリスまで進軍した。しかし、ハールーンにはコンスタンティノープルを攻撃する意志はなく、攻撃用の船もなかったために軍を引き返した。
これに対してビザンツ軍はアッバース朝軍が後方を守るためにフリュギアに残していた部隊を破り、ハールーンが率いる部隊をサンガリオス川の渓谷で両側から行手を塞いだ。しかし、前方の行手を阻んでいたアルメニア出身のビザンツ軍の将軍であるタツァテスの離反によってハールーンは再び有利な立場となり、停戦を申し入れたハールーンに対してビザンツ帝国の摂政のエイレーネーが派遣したスタウラキオスを初めとする高官たちの使節団を拘束した。このため、エイレーネーは莫大な貢納金の支払いと引き換えに3年間の講和条約の締結を認めざるを得なかった。
エイレーネーはその後バルカン半島の支配力の強化に注力したが、786年には両国の間で戦争行為が再開され、798年には戦争の主導権を握ったアラブ側の圧力によって782年と同様の条件で再び講和条約が締結された。

## 背景

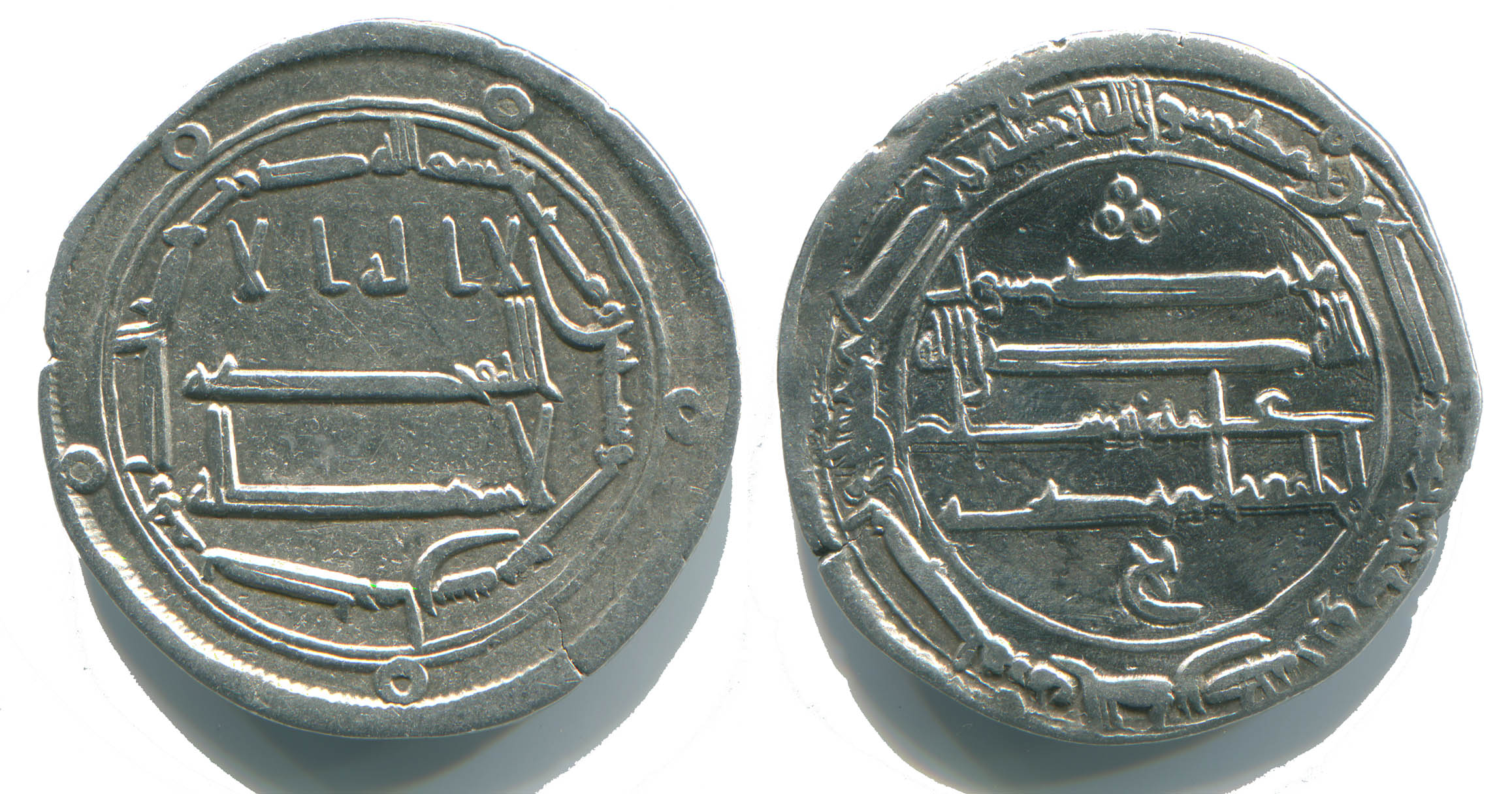
ヒジュラ暦166年（西暦782/3年）にケルマーンで鋳造されたアッバース朝第3代カリフのマフディー（在位：775年 - 785年）のディルハム銀貨。

ビザンツ帝国は740年代の内乱とその後に続いたアッバース革命によるウマイヤ朝内部の混乱に乗じて皇帝コンスタンティノス5世（在位：741年 - 775年）の下で東部国境における主導権をアラブ人から奪い返すことに成功し、積極的な戦略を取るようになった。760年代から770年代にかけてアッバース朝の統治体制が徐々に安定したことから、アラブ人は小アジア（アナトリア）の深部に及ぶ大規模な襲撃を再開したが、ビザンツ帝国は依然として強力な反撃に出ることが可能であったために状況はより均衡したものになった。このような状況の中、778年にミカエル・ラカノドラコンの率いるビザンツ軍がゲルマニケイアを占領して莫大な戦利品を得るとともに多くのシリア人キリスト教徒の捕虜を獲得し、さらにはアッバース朝の将軍のスマーマ・ブン・アル＝ワリードが派遣した軍隊を撃退した。ビザンツ軍は翌年に要塞都市のハダスを占領して完全に破壊し、アッバース朝のカリフのマフディー（在位：775年 - 785年）は消極的に過ぎるスマーマから経験豊富なアル＝ハサン・ブン・カフタバに指揮官を交代させざるを得なかった。アル＝ハサンは30,000人を超える部隊を率いてビザンツ帝国の領内へ侵攻したものの、ビザンツ側は何の抵抗も示さず、強固に要塞化された都市や避難場所へ撤退した。結局、アル＝ハサンは物資の不足によって大きな成果を上げることなく帰還を余儀なくされた。
これらのビザンツ帝国の成功に対し、カリフのマフディーは直ちに自ら戦地へ向かうことを決意した。マフディーは780年3月12日にバグダードを出発し、アレッポを経由してハダスへ進軍するとハダスを再び要塞化した。その後アラビッソスへ進軍し、そこで軍を離れてバグダードへ戻った。マフディーの息子で後継者のハールーン・アッ＝ラシードに軍の半分が委ねられ、ハールーンはテマ・アルメニアコンを襲撃し、セマルオスの小さな砦を占領した。一方で軍の残りの半分を任されていたスマーマは小アジアの深部へ侵入した。スマーマは西へ進軍し、テマ・トラケシオンまで到達したものの、そこでラカノドラコンに大敗を喫した。781年6月には正統カリフのウマル（在位：634年 - 644年）の兄弟の曾孫にあたるアブドゥルカビールの下で侵攻に向けたアラブ軍がハダスに招集され、再び例年の襲撃を開始しようとした。これに対してビザンツ帝国の摂政のエイレーネーは小アジアのテマの軍隊を動員し、宦官でサケラリオス（官僚の称号の一つ）のヨハネスの配下に置いた。イスラーム教徒の軍隊はハダスの峠を越えてビザンツ帝国領のカッパドキアへ侵入し、ビザンツ側はラカノドラコンの下で集結したビザンツ軍がカエサレアの近郊で迎え撃った。この戦いでアラブ軍は大敗し、アブドゥルカビールは遠征を断念してシリアへ撤退せざるを得なくなった。
この敗北に激怒したカリフは新たな遠征の準備を始めた。この遠征はアッバース朝の力と優位性を誇示する意図の下で行われ、8世紀後半にビザンツ帝国に対して派遣された軍隊としては最大の規模であった。伝承によればアラブ側の兵力は95,793人を数え、この兵力は小アジアに存在したビザンツ軍の総兵力のおよそ2倍に相当した。さらにアッバース朝はビザンツ帝国の年間歳入にほぼ等しい1,600,000ノミスマに及ぶ費用を掛けた。この遠征の名目上の指揮官はハールーンであったが、カリフは経験豊富な将校を同行させる配慮をした。

## 軍事行動

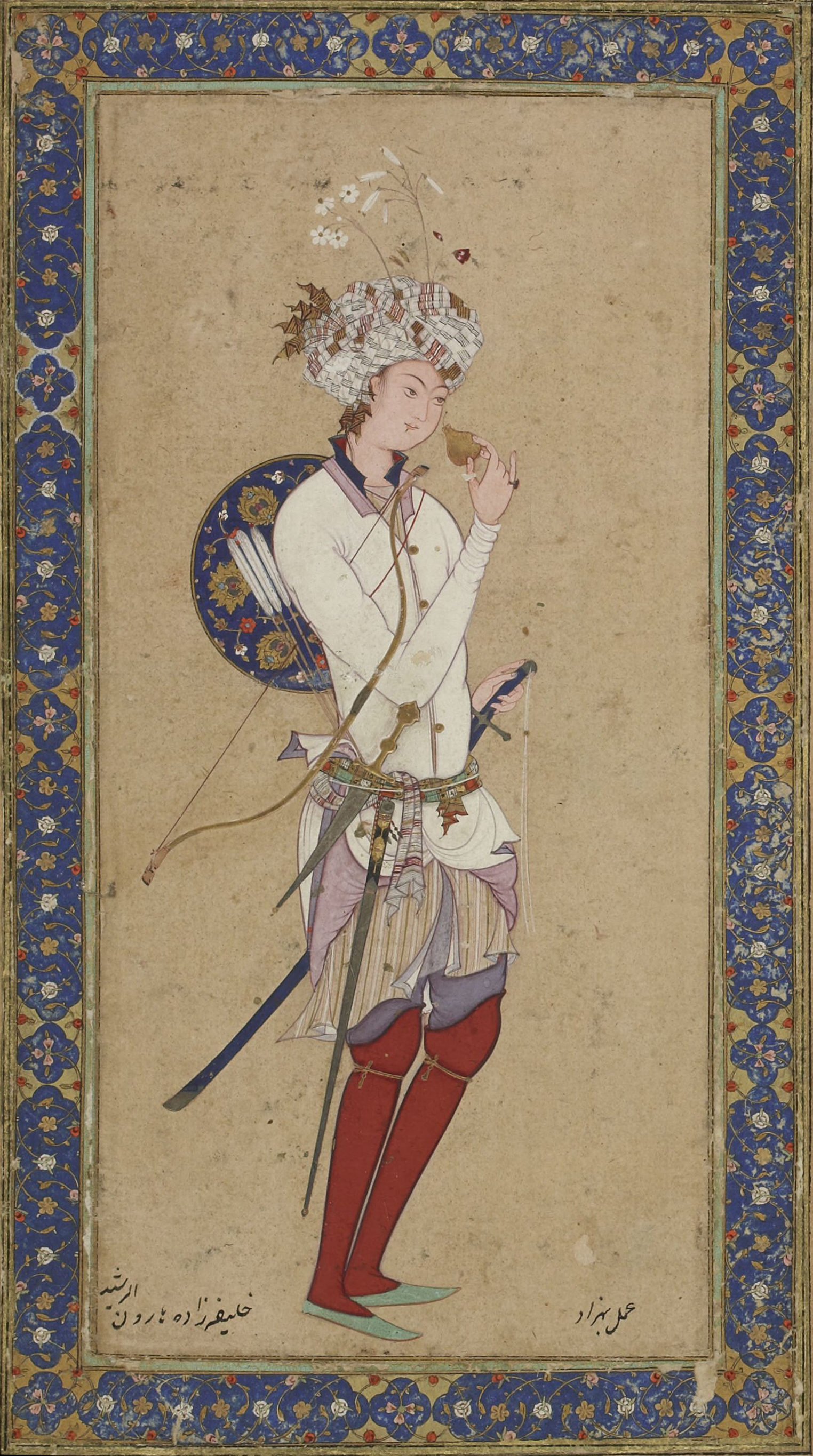
アッバース朝第5代カリフのハールーン・アッ＝ラシード（在位：786年 - 809年）

ハールーンは782年2月9日にバグダードを出発した。アラブ軍はキリキアの門（キリキアの低地の平野とアナトリア高原を結ぶトロス山脈の峠）を経由してトロス山脈を越え、マギダの国境の砦を素早く占領した。その後、高原地帯を横断する軍用道路を進んでフリュギアに入った。ハールーンは副官でありハージブ（侍従）でもあるアッ＝ラビー・ブン・ユーヌスにナコレイアの包囲と自分の後方の守備を任せ、アル＝バルマキー（恐らくヤフヤー・ブン・ハーリドと考えられる詳細の不明なバルマク家の有力者）の率いる30,000人の別動隊が肥沃な小アジア西部の海岸地帯を襲撃するために派遣された。ハールーン自身は本隊を率いてテマ・オプシキオンまで進軍した。複数の一次史料（テオファネス、シリア人ミカエル、およびタバリー）におけるその後の経過の説明は詳細が異なっているものの、軍事行動の大まかな経過は辿ることが可能である。
ビザンツ学者のウォーレン・トレッドゴールドによれば、ビザンツ側の対応はエイレーネーの重臣である宦官のスタウラキオスが主導したとみられ、スタウラキオスが立てた戦略は、ハールーンの大軍との直接対決を避け、アラブ側が軍を分割させて進軍してくるのを待ち、それぞれの分遣隊を個別に迎え撃つというものだった。ラカノドラコンに率いられたトラキア人の部隊はダレノスと呼ばれる場所でアル＝バルマキーと戦ったが、敗北を喫して多大な損害を被った（テオファネスによれば15,000人、シリア人ミカエルによれば10,000人の損失）。アッ＝ラビーのナコレイアに対する包囲戦の結果ははっきりとしていないものの、恐らく敗北に終わった。テオファネスの記録における言い回しはナコレイアが占領されたことを示唆している可能性があるが、シリア人ミカエルはアラブ軍が大きな損害を受け、占領に失敗したと伝えており、この説明は聖人伝の情報からも裏付けられている。
タバリーはヤズィード・ブン・マズヤド・アッ＝シャイバーニーの率いる本隊の一部が「コメスたちのコメス」（恐らくテマ・オプシキオンのコメス（長官）を指している）のニケタスが率いるビザンツ軍とニカイア近郊と思われる場所で遭遇したことを伝えている。その後に続いて起こった戦いでニケタスはアラブ軍の将軍との一騎打ちで負傷して落馬し、恐らくドメスティコス・トーン・スコローン（スコライ軍団司令長官）のアントニスに率いられた帝国軍のタグマタ（精鋭の近衛連隊）が集結していたニコメディアへの退却を余儀なくされた。ハールーンはこれらの敵軍を気に掛けることなくコンスタンティノープルからボスポラス海峡で隔てられたクリュソポリスまで進軍した。ボスポラス海峡を渡るための船もなく、そもそもコンスタンティノープルに攻め込む気もなかったハールーンは、恐らくこの進軍を単に武威を誇示するためのものとして位置付けていた。
しかしながら、それまでの成功にもかかわらず、アッ＝ラビーの敗北によって本国との兵站線が脅かされていたためにハールーンの状況は不安定であった。結局ハールーンはコンスタンティノープルのアジア側の周辺地域を略奪した後に軍を引き返したが、ニカイアの東に位置するサンガリオス川の渓谷を行軍中に後方をアントニスに率いられたタグマタ軍、前方を将軍のタツァテスに率いられたテマ・ブーケラリオンの軍隊によって行手を阻まれた。ハールーンにとっては幸運なことに、この時アルメニアの公子でもあったタツァテス（760年にアラブが支配する祖国からビザンツ帝国へ亡命し、コンスタンティノス5世によるイコノクラスム（聖像破壊運動）の体制と密接に関わっていた）が密かにハールーンに連絡を取ってきた。タツァテスは恩赦に加えて祖国のアルメニアへの自分と家族の安全な帰還と引き換えにハールーンを援助すると申し出た。テオファネスはタツァテスの行動をエイレーネーの寵臣であるスタウラキオスに対する敵意に基づいていたと説明しているが、この説明には明らかにエイレーネーの統治に対して高まっていたタツァテスの不満が隠されている。アルメニアの歴史家のゲヴォンド・イェレツは、タツァテスはコンスタンティノス5世のイコノクラスムに忠実であった将軍たちを権力から排除するというエイレーネーの政策の一端として宮廷での支持を失い、差し迫った自分の失脚を恐れていたのではないかと指摘している。一方、ドイツのビザンツ学者のラルフ＝ヨハンネス・リーリエは、「タツァテスは新しい体制の下では自分に大きな活躍の機会はないと考え、この状況が自分に与えた絶好の機会を実際に利用した」と述べている。
その後ハールーンがビザンツ側へ交渉を求めると、エイレーネーはドメスティコス・トーン・スコローンのアントニス、マギストロス（高官の称号の一つ）のペトロス、そしてスタウラキオスの3人の最高位の高官たちからなる使節団を派遣した。3人は軍事的な立場に自信を持っていたが、身の安全の保障や人質の確保を怠ったためにアラブ軍の陣地へ到着したときに身柄を拘束された。タツァテスの背信やその配下の軍勢を信用できなかったこともあり、エイレーネーは早急に3人の解放、特に信頼する側近であるスタウラキオスの解放に向けた交渉を余儀なくされた。
最終的にビザンツ側が毎年莫大な貢納金を支払うことと引き換えに両国の間で3年間の講和条約が締結された。アラブ側の複数の史料では、70,000から100,000の間の（史料によって異なる）量のノミスマ金貨と追加的な10,000枚の絹の衣服が貢納の内訳として記録されている。タバリーの記録によれば、貢納金は「90,000か70,000ディナール」に達し、「毎年4月の始めと6月に」支払われた。さらに、ビザンツ側はハールーンの軍隊の帰路に食糧と案内人を提供し、タツァテスの妻と財産の引き渡しを約束させられた。ハールーンは全ての捕虜（タバリーによれば5,643人）を解放したが、獲得した大量の略奪品はそのまま保持し、782年9月に自国に帰還した。タバリーはこの遠征に関する記録の中で、ハールーンの軍隊が194,450ディナールの金貨と21,414,800ディルハムの銀貨を獲得し、捕虜の内2,090人を殺害し、戦闘においても54,000人のビザンツ人を殺害したとしている。さらに乗り物として用いられる20,000頭以上の動物を捕らえ、100,000頭の牛と羊を屠殺したと記している。同様にタバリーは、肉体労働者と兵士の日給が通常1から2ディルハム程度であった当時において、「作業馬が1ディルハム、ラバが10ディルハム未満、鎖帷子が1ディルハム未満、剣20本が1ディルハムで売られた」ほどの略奪品の量であったと伝えている。

## 影響
アラブ軍の侵攻の成功はビザンツ帝国に重大な影響を与えた。エイレーネーの威信は大きく傷つけられ、有能で経験豊富な指揮官であったタツァテスは帝国から去り、アッバース朝の下で故郷のアルメニアの統治者となった。その一方で、屈辱的な講和条約であったにもかかわらず、特にアラブ側の攻撃の規模を考慮に入れれば、ビザンツ側の損失は過大と言えるものではなかった。エイレーネーは3年間の停戦を利用して内部の立場を強化し、コンスタンティノス5世に仕えた「保守派の」将軍のほとんどを解任したとみられているが、長らくコンスタンティノス5世に仕え、狂信的にイコノクラスムを推し進めていたミカエル・ラカノドラコンは、この無血粛清における最も著名な被害者であった。こうしてエイレーネーは軍を掌握し、バルカン半島のスラヴ人に対するビザンツ帝国の支配の拡大と強化に再び力を注ぐことができるようになった。
停戦条約の存在にもかかわらず、年代記作者のヤアクービーは、783年、784年、および785年の小アジアへのアラブ軍の襲撃について言及している。停戦は785年の春まで相互に尊重されていたというのが主要な史料における一致した見解であり、ラルフ＝ヨハンネス・リーリエは、もしこの襲撃が事実であったとしても、恐らくこれらは些細な出来事に過ぎなかったであろうと述べている。エイレーネーは軍に対する支配力を強化し、国内の政争でイコノクラスムに立ち向かう準備をしていたために、785年に貢納金の支払を停止する決定を下し、アラブ側との敵対関係が再開された。ビザンツ帝国は786年初頭にアッバース朝が過去5年かけて国境を越える遠征のための主要な要塞と軍事拠点に転換させていたキリキアのハダスを略奪して破壊し、大きな成功を収めた。しかしながら、同年にハールーン・アッ＝ラシードがカリフに即位するとアッバース朝が再び主導権を握るようになった。アラブ側の圧力は高まり、エイレーネーは798年に782年の停戦の条件を繰り返す講和条約の締結を求めざるを得なくなった。